# Yolande Fièvre
Yolande Odette Fièvre est une artiste française née à Paris 14e le 25 janvier 1907, où elle est décédée le 22 février 1983.
Influencée par André Breton et le surréalisme dans les années 1930 et 1940, célébrée par Jean Paulhan dans les années 1950 et 1960, elle est progressivement tombée dans l’oubli.

## Jeunesse et années de formation
Yolande Fièvre est née à Paris de parents non dénommés, sa mère Alexandrine Choblet étant alors encore mariée avec Pierre Pairoche (1872-1913).  Ce n'est qu'en 1914 qu'elle a été reconnue et que ses parents se sont mariés à Paris (7e arrondissement), le 23 juin 1914. Elle a grandi dans le 14e arrondissement. Son père Georges Alphonse Fièvre était un employé de commerce et sa mère était couturière. Dans sa jeunesse, elle reçoit une éducation religieuse qui la marquera fortement, au sein de la paroisse Saint-Pierre de Montrouge.
Elle grandit dans un environnement favorable aux arts et aurait exposé au Salon des Artistes Français dès 1922, à l'âge de 15 ans. Elle en aurait d'ailleurs été rapidement exclue après la découverte de son jeune âge par les organisateurs. Elle reçoit en tout cas une formation académique puisqu'elle fréquente ensuite les ateliers de peinture et de gravure de l'école des Beaux-Arts, ainsi que l'Académie de la Grande-Chaumière, à Paris. Dans ce cadre, en tant que "jeune artiste", elle reçoit en 1927 plusieurs aides de la ville de Paris. 
Dans les années 1930 et 1940, sa peinture est d'abord figurative. En 1933, elle expose à la galerie du Balcon des aquarelles sur papiers de soie, des portraits ou des vues d'Algérie, qui seront remarqués et qui lui vaudront des comparaisons flatteuses avec André Derain et Marie Laurencin.
Dans les années qui suivent, entre 1938 et 1946, plusieurs de ses toiles, principalement des paysages, seront achetées par l'État. Dans le catalogue de l'exposition organisée par la galerie Daniel Cordier, en 1962, Jean Paulhan en parlera ainsi :

« [Fièvre] aimait particulièrement les paysages et parmi les paysages ceux qui traversent au premier plan une faille, un fossé, quelque trou sombre. Elle peignait avec une fougue, et, comme on dit, un don, qui l’amena très vite au dégoût de la peinture. »

En effet, dès le début des années 1930, elle s'intéresse au surréalisme. À partir de 1933, elle réalise d'ailleurs, en même temps que ses paysages, et dans la lignée du travail mené par André Masson depuis la fin des années 1920, des œuvres sur papier qui relèvent de l'automatisme. Elle poursuivra ces "dessins automatiques", mêlant gouache et peinture à l'huile, jusqu'à la fin des années 1950. Une de ces œuvres au moins aurait figuré dans la collection personnelle d'André Breton.
Signe du soutien académique qu'elle reçoit dans le même temps, elle est nommée professeur à l'école des Beaux-Arts d'Orléans en 1939.
Le 10 avril 1942, elle épouse à Paris, André-Pierre Dubois, un homme plus âgé qu'elle et quelque peu maniaque, dont elle vivra une bonne partie de sa vie séparée.

## Le bouillonnement créatif des années 1950
À la fin des années 1940 et tout au long des années 1950, elle mène des recherches plastiques qui la conduisent à multiplier les formats et les expérimentations : dessins et peintures automatiques sur papier, "soies-fiction" (collages de soies enchâssés dans une boîte vitrée qu'elle fabrique elle-même), "orinoscopes" (collages de soie au sein de boîtes dans lesquelles elles placent également du sable, des paillettes colorées ou encore de fins coquillages en suspension), encres sur papier, premières "boîtes", etc.
Le 9 novembre 1951, elle rencontre Jean Paulhan avec lequel elle entretiendra une correspondance intense dans les années suivantes, puis simplement régulière jusqu'en 1964, et probablement une relation sentimentale, dont on sait encore peu de choses. Elle éprouve immédiatement une grande admiration pour lui mais leur correspondance révèle un respect mutuel et une influence réciproque. Paulhan y évoque notamment son travail d'éditeur et d'écrivain, et partage avec elle ses réflexions sur l'art en général et les artistes de leur temps.
Durant cette période, elle est influencée par le travail de son ami Bernard Réquichot, notamment par ses "reliquaires". Elle entretient aussi des relations privilégiées avec André Breton, Jean Dubuffet, André Pieyre de Mandiargues ou encore Raymond Queneau. 

## Les "oniroscopes"
L'oniroscope, dont le nom renvoie étymologiquement à la vision des songes, fera connaître les recherches de Fièvre auprès d'un cercle plus large d'amateurs et de critiques.
Toujours proche des cercles surréalistes, elle expose en 1958 ses premiers oniroscopes à la Galerie Furstenberg de Simone Collinet, l'ancienne épouse d'André Breton. Dans la NRF, Alexandre Vialatte, évoque aussitôt ce nouveau procédé :

« L’oniroscope est un générateur d'images, une tentative, dit Mme Fièvre, de réorganisation du Cosmos ; une toile qui bouge, qui remue, qui ne tient pas en place ; qui se succède, se précède, se multiplie au même instant. Qui coule comme une cascade, qui monte comme un nuage, qui se disperse, se reforme, s'évapore et ne s'évanouit jamais." »

Six mois plus tôt, Jean Paulhan avait consacré un article à la trouvaille de Fièvre dans la revue Bizarre, éditée par Jean-Jacques Pauvert :

« Avec un peu de sable, deux ou trois fils, une étoile de papier peint, un carton fort et du papier collant, Yolande Fièvre fabrique de curieux jouets qui font songer à des pics, des rivages polaires, des étendues noires et blanches que survole une montgolfière. Or, vous n'avez pas plus tôt pris le jouet en main que le rivage fond en cendre, et la montgolfière se change en araignée, sous une cascade de brouillards ; le pic devient rennes, cygnes, vagues, frégates ou bulles. [...] C'est un jeu, auquel on passe volontiers des heures, et je le recommande sincèrement à tous ceux qui n'ont sous la main ni vagues ni nuages. J'ai parlé d'un jouet. C'est qu'il faut donner aux choses leur nom le plus modeste." »

## La révolution des "objets épaves" et des "boîtes"
Dès la fin des années 1950, Yolande Fièvre imagine des boîtes qui sont comme des univers condensés et que Jean Paulhan qualifiait d'objets "épaves". Elle y mêle de façon minutieuse bois flotté, galets, éponges, et autres résidus naturels plus ou moins usés par les éléments. Elle expose ses premières "boîtes" dès 1957, dans la galerie de Simone Collinet.
Progressivement, elle y intègre d'autres objets, comme du fil de fer, des os ou des objets en argile qu'elle fabrique elle-même. Elle réintroduit également de la peinture dans sa pratique en en peignant certains, comme c'est le cas du Festival de l'assassin de 1961, conservé par la Fondation Gandur pour l'Art, à Genève.
Installée durant une partie de l'année à Longeville-sur-Mer, en Vendée, depuis 1960, elle y collecte de multiples matériaux sur les plages, qu'elle organise ensuite dans son atelier, au sein d'une boîte de sa fabrication. Les travaux de cette période peuvent être rapprochés du Nouveau Réalisme d'Arman ou de Gérard Deschamps mais aussi des œuvres de Louise Nevelson.
À l'occasion d'une exposition à la galerie Daniel Gervis, en 1974, le critique Henri Raynal évoquait ainsi les boîtes de Fièvre :

« Ces foules en boîte ne sont pas des essaims anarchiques. Chacune est un tout tenant un discours cohérent, éloquent. Une tendresse minutieuse en a disposé les individus qui souvent se distribuent entre différents niveaux et se répartissent en plusieurs compartiments. On pense à la coupe qui serait pratiquée à travers un immeuble et montrerait les occupants, aux loges superposées d'un théâtre ou, mieux, à une scène avec décor pourvu d'un étage, comme cela s'est vu, car ces créatures sagement juxtaposées sont moins spectatrices qu'en représentation." »

À partir de la fin des années 1950 et jusqu'au début des années 1960, Yolande Fièvre expose notamment dans la galerie de Daniel Cordier. Dans ces années-là, le galeriste présente régulièrement des œuvres de Jean Dubuffet, Henri Michaux, Hans Bellmer, Bernard Réquichot, Dado, etc. En 1961, Daniel Cordier lui permet de voir deux de ses œuvres présentées dans l'exposition collective The Art of Assemblage, au MoMA de New-York.
Dans les mêmes années, et, à la suite de la fermeture de la galerie Daniel Cordier, jusqu'à la fin de sa vie, elle est également représentée par Iris Clert qui, dans ces années-là, expose également Yves Klein, Gaston Chaissac, Lucio Fontana, etc. Celle-ci, outre les expositions,, qu'elle lui consacre, lui permettra d'exposer à Bruxelles, Stockholm, ou encore Dallas.

## L'influence décisive de Jean Paulhan
En 1962, Jean Paulhan publie L'Art informel, un éloge de l'art de Jean Fautrier, Jean Dubuffet, Jackson Pollock, Nicolas de Staël, etc. Impliqué depuis des années dans les débats relatifs à l'art moderne, Paulhan est un ami de Jean Dubuffet et un admirateur de ce que celui-ci a nommé "l'art brut". Il est attentif à la pratique de Yolande Fièvre avec laquelle il entretient toujours une correspondance régulière, du milieu des années 1950 au début des années 1960. Durant cette période, il lui enverra en effet plus de 600 lettres.
En 1962, il rédige le texte de présentation de son exposition à la galerie Daniel Cordier et, deux ans plus tard, en avril 1964, il s'associe à l'exposition consacrée à Fièvre par Iris Clert.
En 1974, une grande exposition rendant hommage à la réflexion artistique menée par Paulhan sera organisée au Grand Palais, à Paris. Intitulée, Jean Paulhan à travers ses peintres, elle montrera au public certains manuscrits de l'auteur, un extrait de sa monumentale correspondance et mettra à l'honneur la peinture de Fièvre, au milieu de celle de Braque, Picasso, Chirico, Chaissac, Dubuffet, etc.

## L'oubli progressif
En 1970, une œuvre typique du travail mené par Fièvre dans les années 1960 est acquise par l'État.
Au début des années 1970, Yolande Fièvre bénéficie également du soutien jamais démenti d'Iris Clert, devenue son amie. Celle-ci continue à exposer ses œuvres, notamment au cours d'une exposition de 1974 devenue fameuse, intitulée Grandes femmes petits formats, dans laquelle les œuvres de Fièvre côtoient celles de 99 autres artistes, uniquement féminins, telles que Geneviève Asse, Annette Messager, Gina Pane, Nikki de Saint-Phalle, Viera da Silva, etc.
De même, le travail de Fièvre est présenté lors de l'exposition Boîtes, au Musée d'Art moderne de la Ville de Paris, en 1976.
Toutefois, la mort d'André Breton, en 1966, et celle de Jean Paulhan, en 1968, ont marqué la fin d'une époque et, de 1960 à 1980, d'autres mouvements artistiques, souvent assez éloignés de la pratique de Fièvre, occupent progressivement le devant de la scène, comme le Pop Art, le minimalisme ou, en France, la Figuration libre.
En 1989, Daniel Cordier fait une donation importante d'œuvres appartenant à sa collection personnelle au Centre Pompidou. Parmi elles, plusieurs œuvres de Yolande Fièvre. Celle-ci a fini sa vie quelques années plus tôt, en 1983, à Paris, dans un certain dénuement.

## La rétrospective de 2007 à la Halle Saint-Pierre
En 2007, à la Halle Saint Pierre, à Paris, a eu lieu une importante rétrospective consacrée à l'œuvre de Fièvre. Présentant un ensemble d'une centaine d'œuvres de toutes les périodes (paysages, dessins et peintures automatiques, assemblages, boîtes-relief, épaves, etc.), l'exposition a donné lieu à l'édition d'un catalogue et a relancé l'intérêt pour l'artiste. 
Toutefois, la réputation du lieu, destiné à la présentation de pratiques artistiques relevant principalement de l'Art brut ou outsider, a contribué à orienter la perception du public vis-à-vis de Yolande Fièvre. En effet, bien qu'elle ait revendiqué une pratique autodidacte, et même si celle-ci se rapproche par certains aspects de celle de Jean Dubuffet, avec laquelle elle était amie, sa formation académique, son intégration au sein du réseau des galeries parisiennes et les achats très précoces effectués par l'État rendent difficile une affiliation à ce que l'on nomme généralement l'Art brut. Tout comme c'est le cas pour Gaston Chaissac, faute de critères de classification satisfaisants, son travail est néanmoins souvent rapproché de l'Art singulier.

## Dans les collections publiques et privées accessibles au public

### AuCentre Pompidou, à Paris
- Juan-les-Horus ou Les Lichens, sable, matière végétale (lichen), tissus, perles sur carton sous verre, 61,3 × 74,5 cm, 1959[42].
- Des pierres rêvent, sable, matière végétale (lichen), tissu sur carton sous verre, 61,3 × 74,3 cm, vers 1959[43].
- Plan d'une vieille cité pour rêver, bois, fil synthétique, minéraux, écorce, papier, sable, peinture sur isorel, 71,5 × 61,5 × 2,5 cm, 1960[44].
- Festival pour oublier, boîte contenant différents morceaux de bois collés sur une plaque d'isorel dans un cadre en bois, 100,2 × 50,2 × 5 cm, 1961[45].
- Hommage à Bernard Réquichot, assemblage (bois flotté, cailloux, os, métaux, coquillages, tessons), 93 × 167 × 15,7 cm, 1961[46].

### AuCNAP(Centre National des Arts Plastiques)
- Paysage, 68 × 79 cm, 1938[47].
- Paysage, 50 × 65 cm, 1938[48].
- Lozère, 65 × 81 cm, 1939[49].
- Beauce, huile sur toile, 60 × 73 cm, 1940[50].
- L'arbre, huile sur toile, 60 × 73 cm, 1943[51].
- Sous les yeux émouvants de ma petite Landy, assemblage de divers matériaux dans une boîte, 90 × 40 × 15 cm, 1970[52].

### AuMusée d'Art moderne et contemporain de Strasbourg
- Orinoscope, carton, fils de cuivre, sable, 1958[53].

### À laFondation Gandur pour l'Art, à Genève
- Le Festival de l'Assassin, 92 × 167,3 cm, 1961.

### Dans la collection Volot, auCentre d'art contemporain de l'abbaye d'Auberive
- Les Captifs, technique mixte sur panneau, 73 × 60 cm, 1960[54].
- Petite cour pour un roi mort, bois, os et pierre, 65 × 20 × 7 cm, 1962.
- Petit peuple pour des pierres, pierre et argile, 65 × 20 × 10 cm, 1966.

## Quelques expositions majeures
- 1958, Les Oniroscopes, Galerie Furstenberg, Paris, du 14 au 31 mars 1958.
- 1961, Bewogen Beweging (Mouvement Mobile), Stedelijk Museum, Amsterdam, du 10 mars au 17 avril[55].
- 1961-1962, The Art of Assemblage, MoMA, New York, du 04 octobre au 12 novembre 1961 ; The Dallas Museum for Contemporary Arts, du 9 janvier au 11 février 1962 ; San Francisco Museum of Arts, du 5 mars au 15 avril 1962.
- 1962, Yolande Fièvre : dessins automatiques, soies-fictions, épaves, galerie Daniel Cordier, Paris, du 10 mai au 4 juin.
- 1962, Choses curieuses mises sous verre : Bojnev, Chaissac, Dereux, Fièvre, galerie Chave, Vence.
- 1964, The inner-world of Yolande Fièvre, galerie Iris Clert, Paris, avril 1964.
- 1969, Yolande Fièvre : "Rêves en formation", Svensk-Franska Konstgalleriet (sv), Stockholm, février 1969.
- 1974, Grandes femmes petits formats, galerie de l'Objet : Iris Clert et Christofle, Paris, du 25 juin au 20 septembre 1974.
- 1974, Jean Paulhan à travers ses peintres, Grand Palais, Paris, du 02 février au 15 avril 1974.
- 1976-1977, Boîtes, Musée d'Art moderne de la Ville de Paris, Paris, du 16 décembre 1976 au 30 janvier 1977 ; Maison de la Culture de Rennes, Rennes, du 3 février au 2 mars 1977.
- 1990, Yolande Fièvre, "La peinture s'y entend mieux que le peintre", galerie Bonnier, Genève, février-mars 1990.
- 1993, Yolande Fièvre, Centre d'Arts Plastiques de Royan, Royan, du 12 mars au 9 mai 1993.
- 1995, Yolande Fièvre, galerie Nathalie Seroussi, Paris, du 28 septembre au 28 octobre.
- 2007-2008, Yolande Fièvre, Halle Saint-Pierre, Paris, du 17 septembre 2007 au 09 mars 2008.